# Рараговський Дмитро
Рараговський Дмитро (1878, Сливки — 1957, Едмонтон) — український канадський поет, політичний діяч.

## Життєпис
Народився 1878 року у селі Сливках(нині Калуський район Івано-Франківської області, Україна). У 1903 році прибув до Канади, працював робітником на залізниці. Навчався у Манітобському коледжі, працював у Вінніпезі, потім в Едмонтоні. Член Української соціал-демократичної партії. 
Помер в Едмонтоні у 1957 році.

## Творчість
Друкуватися почав у 1907 році у канадському соціалістичному часописі «Червоний прапор». Автор поетичних збірок «Робітничі пісні» (Вінніпег, 1908), «Українські робітничі пісні» (Едмонтон, Алта, 1945).